# Jean Gimpel
Pour les articles homonymes, voir Gimpel.
Jean Gimpel, né le 10 octobre 1918 à Paris et mort le 16 juin 1996 à Londres est un historien médiéviste et essayiste français.

## Famille
Jean Gimpel est le frère cadet de Ernest "Charles" Gimpel (5 août 1913 - 26 janvier 1973)  et de Pierre/Peter Gimpel (26 octobre 1915 - 12 juin 2005), fondateurs de la galerie londonienne Gimpel Fils en 1946,.
Très influente, la galerie Gimpel Fils (le « fils » est un hommage à leur père René), a promu le travail d'artistes tels que Nicolas de Staël, Pierre Soulages, Marcel Duchamp, Yves Klein, Lynn Chadwick, Anthony Caro, etc.
Héritier de l'une des plus fameuses dynasties de connaisseurs du siècle, il eut comme répétiteur privé l'historien d'art Anthony Blunt.
Dès 1940, Mme Gimpel - née Florence Duveen - ayant quitté Paris, le père et les trois fils la retrouvèrent et allèrent vivre dans le Midi ; « faisant du renseignement », ils firent partie de l'un des premiers réseaux de la Résistance française.
Mort en 1996, Jean Gimpel est enterré au cimetière de Treflez aux côtés de sa femme – décédée neuf ans après lui.

## Carrière
Après l'Occupation, Jean se fait courtier en pierres précieuses « avant de revenir à l'essentiel, à l'art » . Son œuvre d'historien a notamment pour objet la question des techniques et du progrès ou des régressions civilisationnelles. Ses travaux ont nettement participé à une réhabilitation du Moyen Âge mais aussi de Viollet le Duc. Avec Lynn White Jr., il est le cofondateur en 1984 de l’Association Villard de Honnecourt for the interdisciplinary study of medieval science, technology and art (Avista) à Kalamazoo (Michigan). En 1963, il publia les précieux Carnets (1918-1939) de son père, document très vivant sur le marché de l'art au début du XXe siècle.

## Œuvres
- Les Bâtisseurs de cathédrales, Seuil, 1958 (Notice).
- Contre l'art et les artistes ou La naissance d'une religion, Éd. universitaires, 1968 ; éd. augm. avec une préf. de Philippe Delaveau, 1991  (ISBN 2-7113-0441-8) ; trad. en anglais Against art and artists, Polygon, 1991  (ISBN 978-0-7486-6123-7)[6]
- Jean Gimpel, La Révolution industrielle du Moyen Âge, Éditions du Seuil, 1975 (ISBN 2-02-054151-3) ; trad. en anglais The Medieval Machine : the industrial Revolution of the Middle Ages, Penguin Books, 1976  (ISBN 978-0-7088-1546-5)[7]
- Ultime rapport sur le déclin de l'Occident, O. Orban, 1985  (ISBN 2-85565-286-3).
- Carnet de Villard de Honnecourt, avec Alain Erlande-Brandenburg, Régine Pernoud, et Roland Bechmann, Stock, 1986  (ISBN 2-234-01976-1).
- Le Moyen Âge pour quoi faire ?, avec Régine Pernoud et Raymond Delatouche, Stock, 1986  (ISBN 2-234-01940-0).
- La fin de l'avenir : la technologie et le déclin de l'occident, Seuil, 1992  (ISBN 2-02-013704-6)[8]